# 액포
액포(液胞, 영어: vacuole)는 일부 진핵세포가 가지고 있는 막으로 둘러싸인 거대한 세포소기관이다. 액포의 기능은 매우 다양해서, 영양분을 감싼다거나, 세포 주변의 부적당한 파편을 감싼다거나, 세포에 독이 될 수도 있는 물질을 격리한다거나, 팽압이라고 불리는 세포 내의 유체 균형을 맞춘다거나, 세포로부터 부적절한 물질을 배출한다거나, 심지어 세포의 상대 크기를 맞추어 주기도 한다. 액포는 특히 대부분의 식물 세포에서 관측할 수 있다. 동물 세포에는 액포가 작거나 없다.
액포는 일반적으로 세포수액이라는 액체로 채워져 있다. 세포수액의 구성은 매우 달라서 심지어 같은 세포 내의 액포라고 할지라도 다른 구성을 지니지만, 일반적으로 물로 구성되어 있다.  액포는 다양한 기관에서 다양한 역할을 하며, 이러한 역할 중에는, 영양소의 포획, 팽압의 유지, 내부 수소 이온 농도의 유지, 작은 분자의 저장 및 세포를 빠르게 늘어날 수 있도록 하기도 한다. 이러한 역할을 수행하는 액포의 예는 아래와 같다.

## 원생생물에서의 액포
일부 원생생물과 대식세포는 거대 분자, 입자, 심지어 다른 세포를 소화를 위해 받아들이는 과정인 식균 작용시 식포를 이용한다.
수축포는 팽압을 낮추면서 세포가 터지는 것을 막기 위해서 잉여 수분을 세포 밖으로 뽑아 내는 데 사용된다. 수축포는 짚신벌레와 같은 일부 담수 원생생물에서 발견된다.

## 식물 세포에서의 액포: 중심 액포

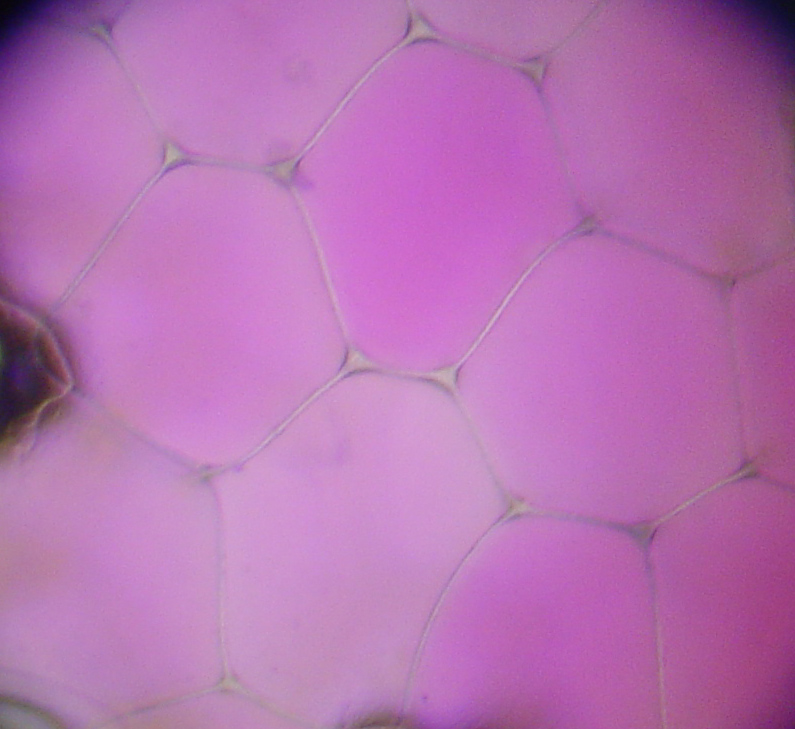
자주만년청(Rhoeo discolor)의 액포

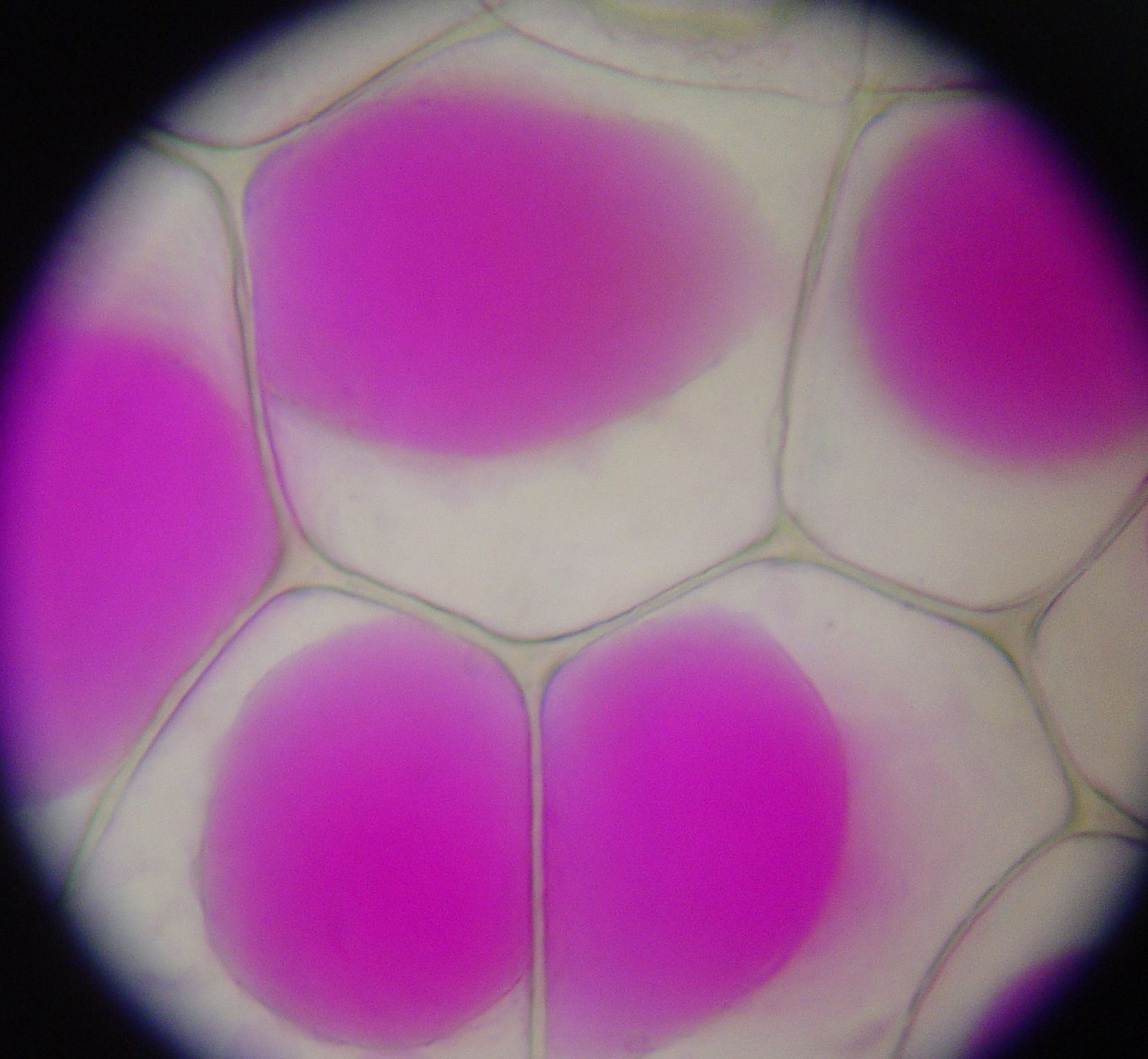
원형질 과정 중에 수축되었을 때 보다 쉽게 관측된다.

대부분의 성숙한 식물 세포는 중심 액포를 지니고 있으며, 이는 세포 내부의 80% 이상을 차지하고 있다. 중심 액포는 액포막으로 불리는 막에 둘러싸여 있다.
중심 액포는 많은 양의 수분, 효소, 칼슘과 같은 무기 이온 및 세포액으로부터 방출 될 독성 부산물과 같은 다른 물질을 지니고 있다. 또한 양성자를 받아들임으로써, 세포 내부의 수소 이온 농도를 안정시키며, 분해 효소에게 필요한 수준의 보다 산성 환경을 만들어준다. 비록 하나의 거대한 액포를 가지는 것이 대부분이지만, 부위나 성장 과정에 따라 액포의 크기 및 수는 변할 수도 있다. 예로, 형성층 세포는 겨울에 다수의 작은 액포를 가지지만, 여름에는 하나의 커다란 액포를 가진다. 저장소의 기능을 제외한 중심 액포의 가장 큰 역할은 세포벽에 대해 수분을 이용하여 팽압을 유지하는 것이다. 만약 수분 손실등을 통해 팽압 유지를 실패한다면, 세포는 원형질 분리가 된다. 이러한 이유로 해서 식물 세포에서는 중심 액포가 유별나게 큰 것이다.
액포막에 있는 단백질은 능동수송을 이용해 액포 내외의 수분의 흐름을 조절하 칼륨 이온 역시 조절한다. 삼투현상 때문에, 용질이 있는 곳이라면, 수분 역시 따라가게 된다. 이 력은 세포의 연장에도 도움을 준다. 즉 옥신에 의해 세포벽의 일부가 무너지면, 세포 내부로부터의 압력에 의해 그 부분의 벽이 팽창하게 된다. 또 다른 기능은 세포의 세포질을 세포막쪽으로 밀쳐내면서, 엽록체를 보다 빛에 가깝게 유지시키는 것이다.
중심 액포의 다른 역할은 다음과 같이 정리된다.
- 팽압의 유지
- 여러 물질, 단백질, 이온, 염분의 저장
- 세포대사에서 생성된 독성 물질의 격리
- 색소의 저장(예로 꽃에서 붉은색 및 청색등의 색소)
- 독성 물질을 저장함으로부터 외부 생명체로부터의 조직 방어
- 수분 흡수를 통한, 세포의 성장
- 일부 식물 세포를 상당한 크기로 만듦

## 발아 효모 세포에서의 액포
발아 효모 세포에서 액포는 다른 경우의 액포와 마찬가지로 아미노산 저장고이며 해독 장소이다. 최근, 발아 효모 세포에서의 액포의 역할이 연구되었으며 새로운 기능이 발견되었다. 세포가 굶주리는 상황에서 액포에서 단백질이 파괴되는데, 이러한 과정을 자식(自食) 작용이라고 한다. 우선 세포질, 미토콘드리아 및 작은 세포소기관은 autophagosome으로 불리는 막에 의해 싸인다. 다음에 액포와 융합하게 되며, 마침내 세포질 및 세포 소기관은 소화된다.
발아효모의 액포에서 때로는 검은 입자가 보인다. 이는 dancing body로 불리며 액포 내부를 활발히 움직이는데, 10분 내지 수시간만에 사라진다. 이전 연구에서 dancing body는 다인산으로 구성되었을 것으로 추측되었짐만, 검증되진 않았었다. 하지만, 폴리인산나트륨이 결정화한 것임이 알려졌으며 기능 역시 발아 효모에서 인산의 저장 및 공급이라는 것이 밝혀졌다.

## 참고 문서
- Esau, K. 1965. Plant Anatomy, 2nd Edition. John Wiley & Sons. 767 pp.